# Джевяново (Куявсько-Поморське воєводство)
Джевяново (пол. Drzewianowo, нім. Hohenwalde) — село в Польщі, у гміні Мроча Накельського повіту Куявсько-Поморського воєводства.
Населення — 315 осіб (2011).
У 1975-1998 роках село належало до Бидгощського воєводства.

## Демографія
Демографічна структура станом на 31 березня 2011 року:
|          | Загалом | Допрацездатний вік | Працездатний вік | Постпрацездатний вік |
| -------- | ------- | ------------------ | ---------------- | -------------------- |
| Чоловіки | 161     | 56                 | 98               | 7                    |
| Жінки    | 154     | 54                 | 83               | 17                   |
| Разом    | 315     | 110                | 181              | 24                   |